# Extraliga (Tjeckoslovakien)
Extraliga var namnet på det tidigare Tjeckoslovakiens högsta division i ishockey. Serien startades säsongen 1930/1931 och upphörde 1993 när Tjeckoslovakien delades i Tjeckien och Slovakien. Då delades även ligan till Tjeckiska Extraliga och Slovakiska Extraliga.

## Segrare
- 1993 HC Sparta Prag
- 1992 Trenčín
- 1991 Jihlava
- 1990 HC Sparta Prag
- 1989 Pardubice
- 1988 Košice
- 1987 Pardubice
- 1986 Košice
- 1985 Jihlava
- 1984 Jihlava
- 1983 Jihlava
- 1982 Jihlava
- 1981 Vítkovice
- 1980 Kladno
- 1979 Slovan Bratislava
- 1978 Kladno
- 1977 Kladno
- 1976 Kladno
- 1975 Kladno
- 1974 Jihlava
- 1973 Pardubice
- 1972 Jihlava
- 1971 Jihlava
- 1970 Jihlava
- 1969 Jihlava
- 1968 Jihlava
- 1967 Jihlava
- 1966 Brno
- 1965 Brno
- 1964 Brno
- 1963 Brno

- 1962 Brno
- 1961 Brno
- 1960 Brno
- 1959 Kladno
- 1958 Brno
- 1957 Brno
- 1956 Brno
- 1955 Brno
- 1954 HC Sparta Prag
- 1953 HC Sparta Prag
- 1952 HC Vitkovice
- 1951 HC Budejovice
- 1950 HC ATK Praha
- 1949 HC LTC Praha
- 1948 LTC Prag
- 1947 LTC Prag
- 1946 LTC Prag
- 1944 LTC Prag
- 1943 LTC Prag
- 1942 LTC Prag
- 1941 HC CLTK Praha
- 1940 LTC Prag
- 1939 LTC Prag
- 1938 LTC Prag
- 1937 LTC Prag
- 1936 LTC Prag
- 1935 LTC Prag
- 1934 LTC Prag
- 1933 LTC Prag
- 1932 LTC Prag
- 1931 LTC Prag